# Dacrydium wareni
Dacrydium wareni is een tweekleppigensoort uit de familie van de Mytilidae. De wetenschappelijke naam van de soort is voor het eerst geldig gepubliceerd in 1997 door Salas & Gofas.